# 瘤结蟹
瘤结蟹（学名：Tylocarcinus styx）为蜘蛛蟹科瘤结蟹属的动物。分布于日本、广泛分布于从西太平洋至红海，非洲东岸热带暖水区以及中国大陆的海南岛等地，生活环境为海水，一般生活于岩石岸或珊瑚礁浅水中。